# Zambia International 2016
Die Zambia International 2016 als offene internationale Meisterschaften von Sambia im Badminton fanden vom 24. bis zum 27. November 2016 in Lusaka statt.

## Sieger und Platzierte
| Disziplin    | Gold                                  | Silber                               | Bronze                             |
| ------------ | ------------------------------------- | ------------------------------------ | ---------------------------------- |
| Herreneinzel | Maxime Moreels                        | Georges Paul                         | Christopher Paul                   |
| Herreneinzel | Maxime Moreels                        | Georges Paul                         | Ahmed Salah                        |
| Dameneinzel  | Menna Eltanany                        | Ogar Siamupangila                    | Aisha Nakiyemba                    |
| Dameneinzel  | Menna Eltanany                        | Ogar Siamupangila                    | Evelyn Siamupangila                |
| Herrendoppel | Aatish Lubah Georges Paul             | Abdelrahman Abdelhakim Ahmed Salah   | Mark Banda Juma Muwowo             |
| Herrendoppel | Aatish Lubah Georges Paul             | Abdelrahman Abdelhakim Ahmed Salah   | Chongo Mulenga Kalombo Mulenga     |
| Damendoppel  | Evelyn Siamupangila Ogar Siamupangila | Elizaberth Chipeleme Ngandwe Miyambo | Towela Gondwe Marrien Kwiya Kafuni |
| Damendoppel  | Evelyn Siamupangila Ogar Siamupangila | Elizaberth Chipeleme Ngandwe Miyambo | Ngambi Naomi Jenipher Phiri        |
| Mixed        | Ahmed Salah Menna Eltanany            | Juma Muwowo Ogar Siamupangila        | Abdelrahman Abdelhakim Doha Hany   |
| Mixed        | Ahmed Salah Menna Eltanany            | Juma Muwowo Ogar Siamupangila        | Topsy Phiri Elizaberth Chipeleme   |